# Transsibiriska järnvägen

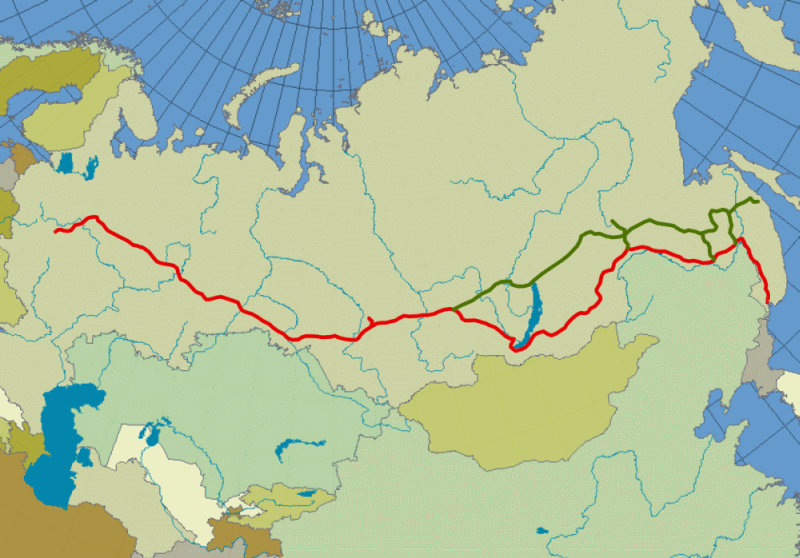
Karta med transsibiriska järnvägens sträckning i rött, Bajkal-Amur-linjen i grönt.

Transsibiriska järnvägen (Транссибирская магистраль, Transsibirskaja magistral) går genom Ryssland från Moskva till Vladivostok. Den byggdes mellan 1891 och 1916 och är världens längsta järnväg med sina nästan 9 300 kilometer. 
Förutom huvudlinjen till Vladivostok finns det tre andra linjer: Östra kinesiska järnvägen som länge följer huvudlinjen men sedan svänger söderut in i Kina och mot Peking, Transmongoliska järnvägen som lämnar huvudlinjen vid Ulan-Ude och också den går till Peking, men via Mongoliets huvudstad Ulan Bator, samt Bajkal–Amur-järnvägen som slutfördes 1991 och går norr om huvudlinjen. Sedan 2002 är hela den transsibiriska järnvägen elektrifierad.

## Historia
Rysslands långvariga strävan efter en hamn vid Stilla havet förverkligades 1860, då staden Vladivostok grundades. År 1880 hade staden vuxit till en stor hamnstad och avsaknaden av goda landtransporter mellan europeiska Ryssland och dess östliga provinser blev snart ett tydligt problem. Att resa med häst och vagn längs sträckan tog minst ett halvår. Järnvägen minskade tiden till en månad (idag en vecka). Byggandet av transsibiriska järnvägen inleddes 1891 och övervakades av Sergej Witte, dåvarande finansminister.
Precis som vid arbetet på första transkontinentala järnvägen i USA började de ryska ingenjörerna i varsin ände och arbetade mot mitten. Från Vladivostok gick järnvägen norrut längs floden Ussuris östra strand, och vidare till floden Amur. Denna bit kallades Ussurijärnvägen.
År 1890 byggdes en bro över floden Ural, och den nya järnvägen gick in i Asien. Bron över floden Ob byggdes 1898, och den lilla staden Novonikolajevsk, som grundats 1883, förvandlades till ett stort sibiriskt centrum, Novosibirsk. År 1898 nådde det första tåget Irkutsk vid Bajkalsjöns kust. Järnvägen fortsatte österut, över floderna Chilka och Amur, och nådde snart Chabarovsk. Vladivostok - Chabarovsk hade byggts färdigt 1897.
Straffarbetare från bland annat Sachalin kallades tillsammans med ryska soldater in att arbeta med byggandet av järnvägen. Ett av de största hindren var Bajkalsjön. Linjen slutade vid varje sida av sjön, och den speciella isbrytarfärjan S/S Bajkal köptes i delat från Newcastle upon Tyne för att koppla ihop järnvägen. På vintern användes slädar för att transportera passagerare och gods från ena sidan sjön till den andra, fram till att järnvägsbygget runt om Bajkalsjön var färdigt. Då linjen till floden Amur norr om den kinesiska gränsen var färdig 1916, fanns obruten järnväg mellan Petrograd och Vladivostok. Linjen började elektrifieras 1929, ett arbete som avslutades 2002.

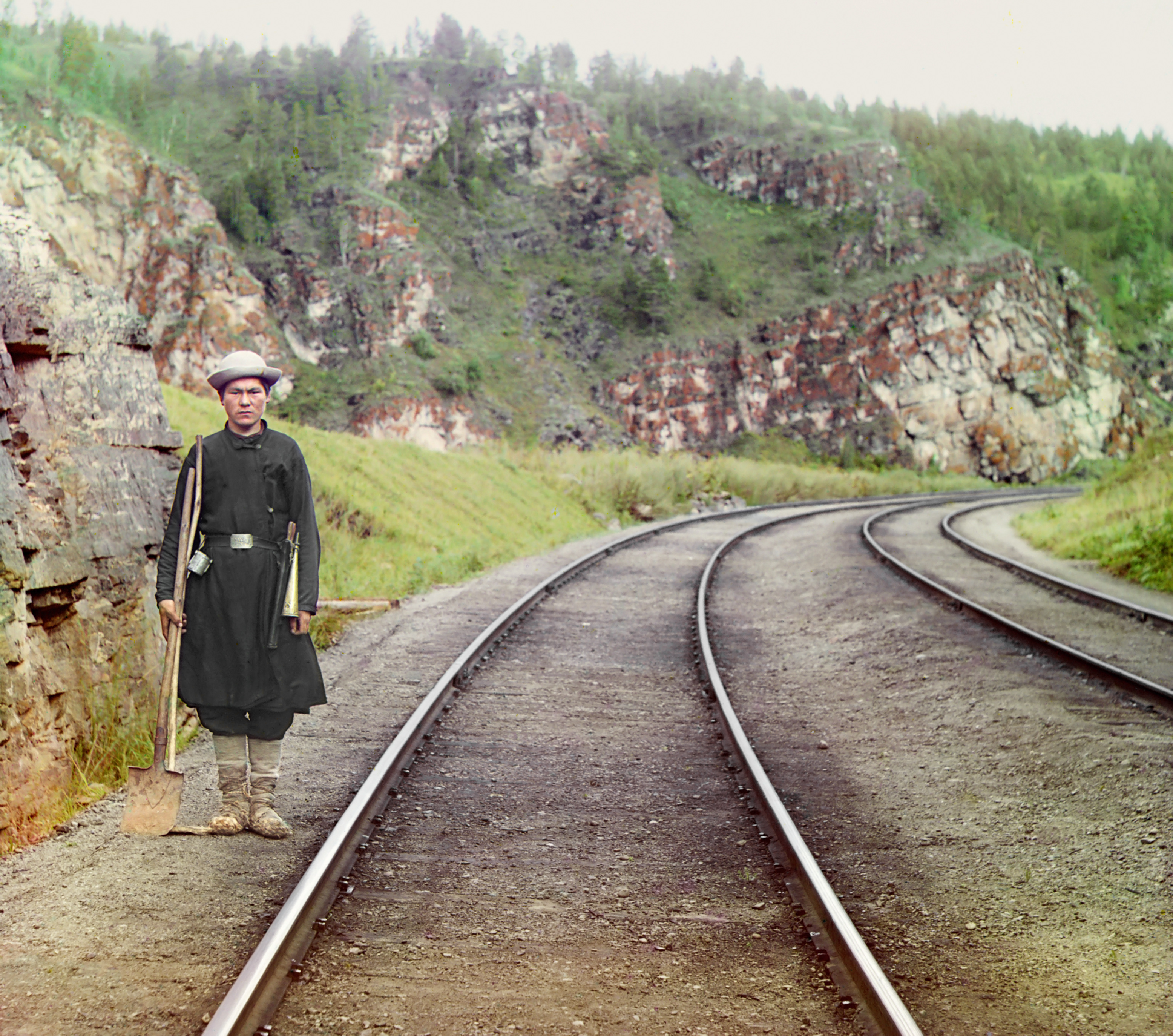
Växlare i Uralområdet, cirka 1910.

År 2010 fraktade transsibiriska järnvägen omkring 20 000 containrar per år till Europa varav 8 300 containrar från Japan. Detta är en relativt liten siffra, då Japan totalt sett fraktar 360 000 containrar till Europa varje år. Följaktligen finns plats för expansion och ryska transportministeriet planerade att denna siffra 2005 skulle ha ökat till 100 000 containrar och ha tillfredsställt passagerar- och godsbehov med 120 tåg per dag. Detta kräver att stora delar av järnvägen byggs ut till dubbelspår, så att flaskhalsar undviks. Mängden containrar har ökat efter 2010, men ökningen har varit på en ny förbindelse genom Kazakstan.
Den transsibiriska järnvägen är Rysslands viktigaste trafikförbindelse och runt 30 procent av dess export färdas längs med linjen. Den är också populär hos turister, men används även mycket bland ryssar för att färdas genom landet.

## Färdplaner

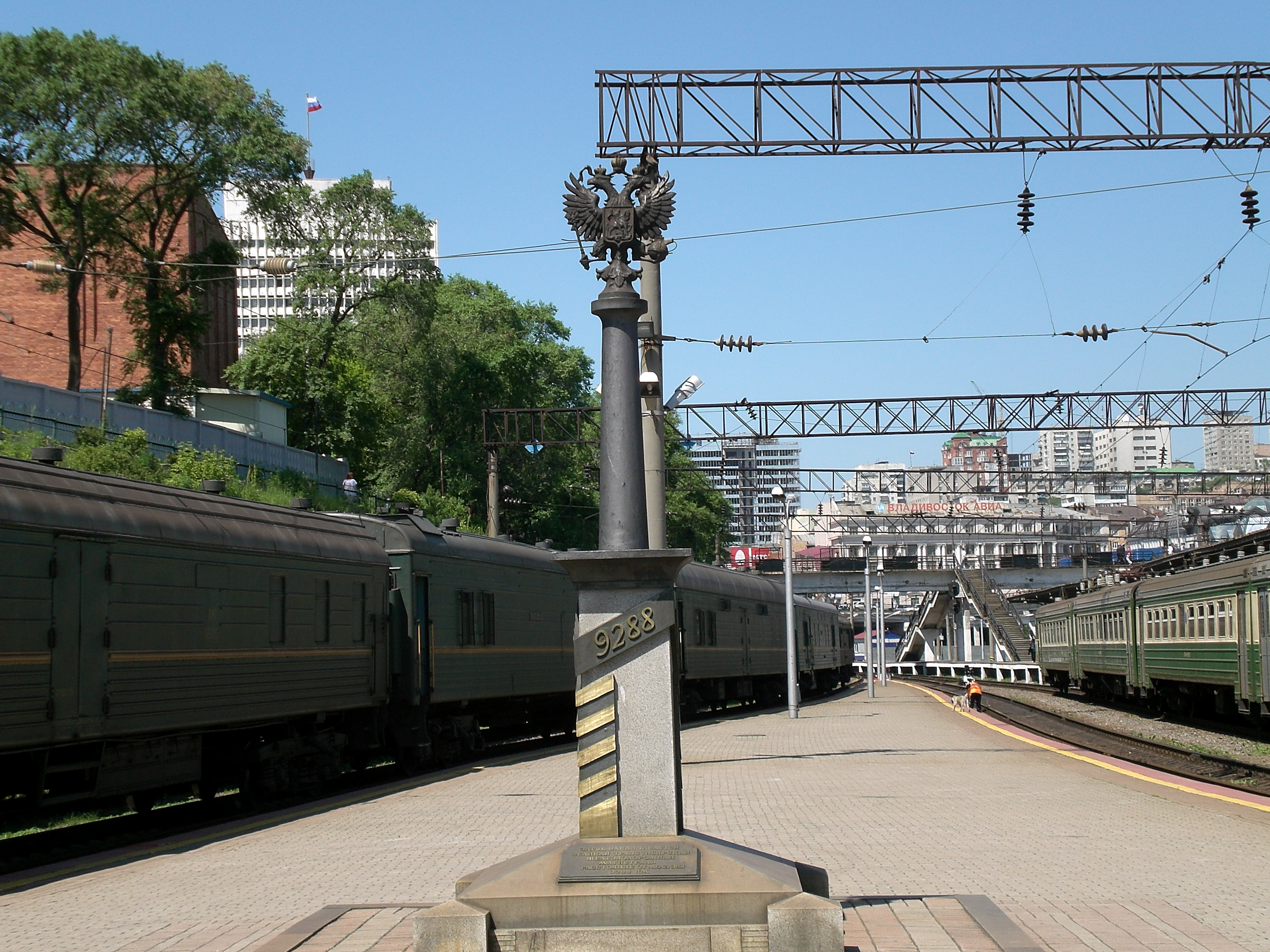
Markören för linjens slut i Vladivostok.

### Transsibiriska järnvägen
Huvudlinjen följer följande färdplan:
- Moskva (0 km). De flesta tågen startar vid järnvägsstationen Jaroslavskij.
- Nizjnij Novgorod (442 km) vid floden Volga. I de flesta tidtabeller går den fortfarande under sitt gamla sovjetiska namn Gorkij.
- Perm (1 436 km) vid floden Kama.
- Den officiella gränsen mellan Europa och Asien (1777 km), som markeras med en vit obelisk.
- Jekaterinburg (1 816 km) i Uralbergen. I de flesta tidtabeller går den fortfarande under sitt gamla namn Sverdlovsk.
- Omsk (2712 km) vid floden Irtysj.
- Novosibirsk (3 335 km) vid floden Ob.
- Krasnojarsk (4 098 km) vid floden Jenisej.
- Irkutsk (5 185 km) vid södra delen av Bajkalsjön.
- Ulan-Ude (5 642 km).
- Järnvägsknut med Transmongoliska järnvägen (5 655 km).
- Tjita (6 199 km).
- Järnvägsknut med Transmanchuriska järnvägen vid Tarskaja (6 312 km).
- Chabarovsk (8 521 km) vid floden Amur.
- Vladivostok (9 288 km) nära Stilla havet.

Mellan 1956 och 2001 gick tågen via Jaroslavl istället för Nizjnij Novgorod.

### Transmanchuriska järnvägen
Den transmanchuriska järnvägen följer samma färdplan som den transsibiriska mellan Moskva och Tjita, och följer sedan följande rutt till Kina:
- Avviker från transsibiriska järnvägen vid Tarskaja (6 312 km från Moskva)
- Zabajkalsk (6 661 km), rysk gränsstad
- Manzhouli (2 323 km från Peking), kinesisk gränsstad
- Harbin (1 388 km)
- Peking

### Transmongoliska järnvägen
Den transmongoliska järnvägen följer samma färdplan som den transsibiriska mellan Moskva och Ulan Ude, och följer sedan följande rutt till Mongoliet och Kina:
- Avviker från transsibiriska järnvägen (5 655 km från Moskva)
- Nausjkij (5 895 km), rysk gränsstad
- Rysk-mongoliska gränsen (5 900 km)
- Süchbaatar (5 921 km), mongolisk gränsstad
- Ulan Bator (6 304 km), Mongoliets huvudstad
- Dzamiin Uud (7 013 km), mongolisk gränsstad
- Erenhot (842 km från Peking), kinesisk gränsstad
- Datong (371 km)
- Peking

## Övrigt
Då Ryssland och Mongoliet använder sig av bredspår och Kina använder sig av normalspår, kan tåg från eller till Kina inte helt enkelt passera gränsen, utan varje vagn måste lyftas och byta boggier och hjul. Hela processen, tillsammans med pass- och tullkontroll, kan ta flera timmar. Vid många andra spårviddsgränser låter man passagerarna byta tåg, vilket går snabbare. Vid denna gräns byter man boggier istället, bland annat för att det är nattåg.
Det var de svenska ingenjörerna Carl Lagerholm och Wilhelm Olivecrona som på uppdrag av Rysk-kinesiska banken år 1901 gjorde markundersökningar för att konstatera om det var möjligt att lägga järnväg från Kiachta vid gränsen mot Sibirien till Peking genom Mongoliet och dess huvudstad Urga (Ulan Bator). Detta skulle förkorta resan Moskva-Peking med cirka 1 700 km. Expeditionen gick genom Gobiöknen och ner från Mongoliska högplatån vidare mot kinesiska låglandet och städerna Datong och Peking. Efter särskilda undersökningar av naturen mellan högplatån och låglandet där höjdskillnaden var cirka 800 m på en kort sträcka, hittade man en annan väg som var möjlig för järnvägsbygge. En skriftlig rapport lämnades till uppdragsgivaren som tackade å tsarens vägnar. Några år senare påbörjades järnvägsbygget och 1919 kunde de båda svenskarna åka från Peking till Kalgan vid Mongoliska gränsen för att uppliva gamla minnen.
Under rysk-japanska kriget, på vårvintern 1904, var järnvägen inte fullt utbyggd runt Bajkalsjön och behovet att frakta trupper och krigsmateriel över sjön var brådskande. Färjan gick långsamt i den tjocka isen och man gjorde ett försök att lägga järnvägsspår på själva isen men redan det första tåget var för tungt för istäcket och det försvann ned på ett djup av över en kilometer.